# Гујук-кан
Гујук-кан или Кујук-кан (монг. Гүюг хаан, рус. Гуюк каан; око 1206 — 1248) био је син Огатај-кана и унук Џингис-кана, и трећи велики кан Монголског царства. Владао је од 1246. до 1248. године.

## Биографија
На месту великог кана помогла му је његова мајка, регенткиња Торегене, која се при томе послуживала интригама и поткупљивањима, а спречавајући до 1246. његовог ривала Бату-кана, кана Златне хорде. Обојица принчеви (Бату је Гујуку био брат од стрица, син Јочија) посвађали су се за време похода на Кијевску Русију (1237/38) око њиховог првенства, где је Гујук назвао Батуа старом бабом и самовољно напустио војску. Од тад били су ривали, што је доводило до унуштрање поделе Монголског царства.
Владавина Гујук-кана трајала је свега две године, за историју важна је посета Ђованија Карпинија, прва званична посета делегације из хришћанске Европе Монголима, која је пала у његово време.
Гујук-кан описан је као охол и мрачан човек, што му је донело критику и непремостиво неповерење. (Говори се о теби да си веома бесан. Верујеш ли, да се народ Орусут (тј. Руси) дао подјармити из страха од твог беса и љутње? - цитат из Тајне историје). Успео је да започне једну уређену владавину, тиме што је поново у владу позвао министре за време владавине свог оца Огатаја и окончао самовољне поделе из времена регенства своје мајке Торегене.
1248. позвао је војску и кренуо на територију Илканата, наводно да се сретне са Батуом и са њим помири. Бату је са своје стране исто кренуо са једном војском. Неких седам дана пре војног сусрета са Батуом, Гујук-кан је преминуо. Сматра се да је можда био отрован. После његове смрти регентство је преузела његова супруга Огул и после ове његов брат од стрица, син Толуиса, Монгке-кан.